# Districte de Sankt Gallen
El Districte de Sankt Gallen és un dels vuit cercles administratius (en alemany walkreis) del Cantó de Sankt Gallen (Suïssa). Té una població de 114.659 habitants (cens de 2007) i una superfície de 157,54 km². Està format per nou municipis i la capital és Sankt Gallen.

## Municipis

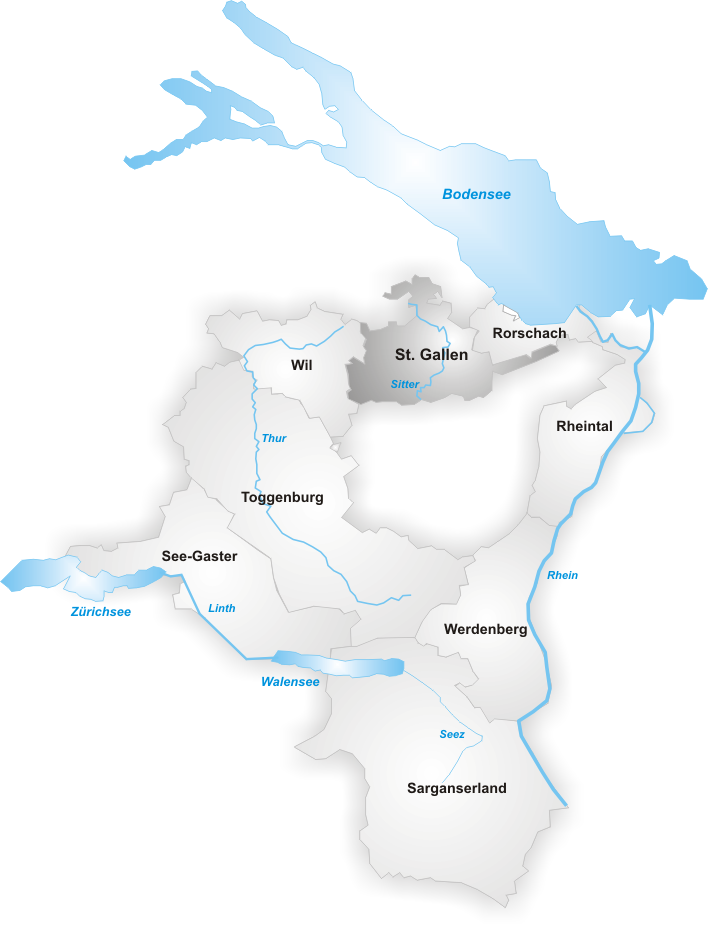
El districte de Sankt Gallen

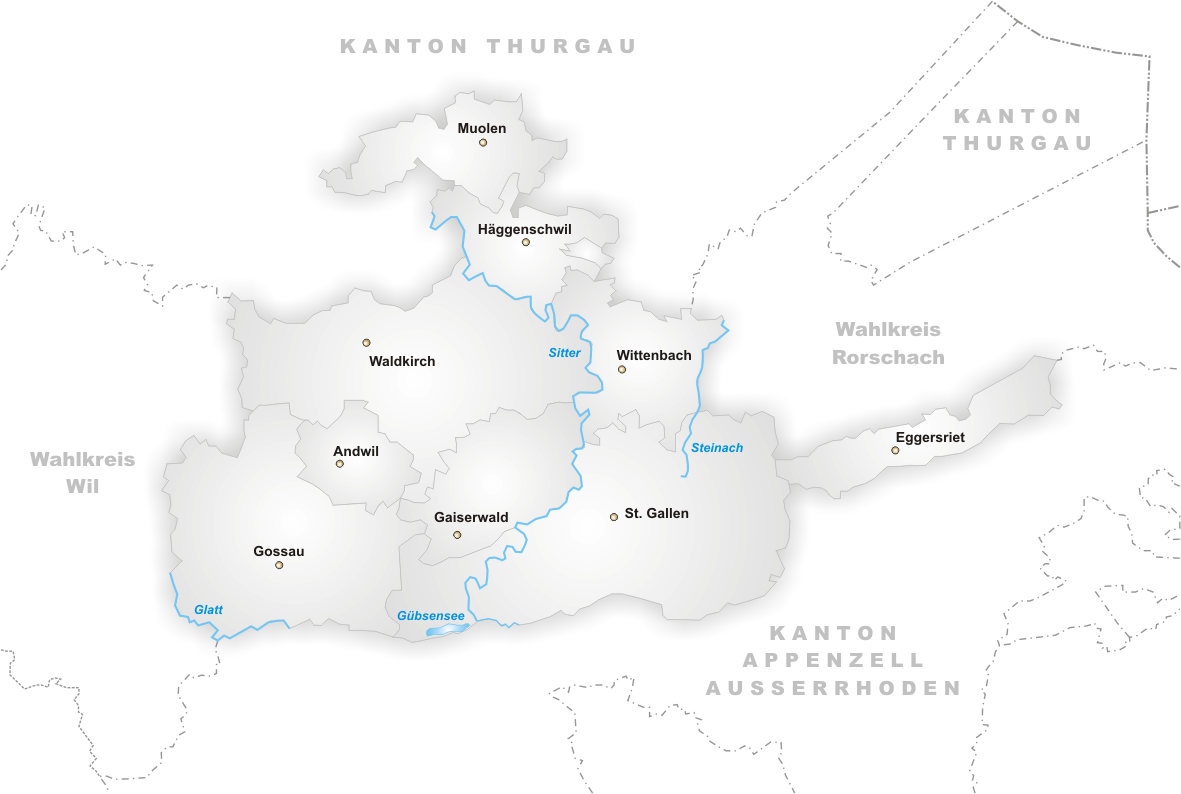
Municipis del districte de Sankt Gallen

| Escut        | Nom          | Població (desembre de 2007) | Superfície en km² | Núm. SFOS |
| ------------ | ------------ | --------------------------- | ----------------- | --------- |
| Andwil       | Andwil       | 1.765                       | 6,29              | 3441      |
| Eggersriet   | Eggersriet   | 2.206                       | 8,82              | 3212      |
| Gaiserwald   | Gaiserwald   | 8.097                       | 12,64             | 3442      |
| Gossau       | Gossau       | 17.192                      | 27,51             | 3443      |
| Häggenschwil | Häggenschwil | 1.167                       | 9,10              | 3201      |
| Muolen       | Muolen       | 1.103                       | 10,30             | 3202      |
| St. Gallen   | Sankt Gallen | 71.126                      | 39.41             | 3203      |
| Waldkirch    | Waldkirch    | 3.238                       | 31,25             | 3444      |
| Wittenbach   | Wittenbach   | 8.758                       | 12,22             | 3204      |
|              | Total (9)    | 114'652                     | 157.54            | 1721      |